# Coppa Svizzera 2010-2011
La Coppa Svizzera 2010-2011 è iniziata nell'agosto del 2010.

## Modo
Le 10 squadre della Super League e le 15 società della Challenge League (il Vaduz non ha il diritto di partecipare poiché partecipa già alla Coppa del Liechtenstein) sono qualificate direttamente per la Coppa Svizzera. A queste società se ne aggiungono 13 della Prima Lega e 26 della Lega amatori. Queste ultime devono qualificarsi attraverso delle eliminatorie regionali.

## Preliminari

### Prima Lega

#### Primo turno
| Squadra 1        | Risultato | Squadra 2       |
| ---------------- | --------- | --------------- |
| Schötz           | 2 - 0     | Baden           |
| Soletta          | 1 - 2     | Grand-Lancy     |
| Zugo             | 3 - 5     | Cham            |
| Old Boys Basilea | 2 - 3     | Buochs          |
| Bümpliz          | 1 - 2     | Düdingen        |
| Mendrisio-Stabio | 4 - 1     | Biaschesi       |
| Echallens        | 1 - 2     | Grenchen        |
| Meyrin           | 2 - 0     | Martigny-Sports |
| Wangen bei Olten | 3 - 0     | Gossau          |
| Urania Ginevra   | 2 - 1     | Friburgo        |
| Naters           | 7 - 5     | Terre Sainte    |

#### Secondo turno
| Squadra 1        | Risultato | Squadra 2      |
| ---------------- | --------- | -------------- |
| Baulmes          | 3 - 2     | Münsingen      |
| Zofingen         | 2 - 4     | Cham           |
| Étoile Carouge   | 2 - 3     | Chênois        |
| Naters           | 0 - 1     | Brühl          |
| Wangen bei Olten | 1 - 2     | Buochs         |
| Mendrisio-Stabio | 3 - 0     | Muttenz        |
| Rapperswil-Jona  | 1 - 2     | Grand-Lancy    |
| YF Juventus      | 7 - 9     | Schötz         |
| Tuggen           | 2 - 1     | Düdingen       |
| Le Mont          | 4 - 1     | Laufen         |
| Grenchen         | 3 - 0     | Urania Ginevra |
| Meyrin           | 3 - 0     | Breitenrain    |
| Malley           | 2 - 1     | Dornach        |

### Seconda Lega - Seconda Lega interregionale

#### Primo turno
| Squadra 1            | Risultato | Squadra 2            |
| -------------------- | --------- | -------------------- |
| Nordstern            | 0 - 3     | Bazenheid            |
| Ibach                | 2 - 0     | Köniz                |
| Herisau              | 3 - 1     | Aegeri               |
| Red Star Zurigo      | 2 - 1     | Sarnen               |
| Höngg                | 2 - 0     | Küsnacht             |
| Schöftland           | 0 - 1     | Kickers Lucerna      |
| Herzogenbuchsee      | 1 - 2     | Berna                |
| Chur                 | 0 - 4     | Freienbach           |
| Emmenbrücke          | 2 - 0     | Widnau               |
| Black Stars Basilea  | 3 - 0     | Olten                |
| Seefeld Zurigo       | 2 - 1     | Kerzers              |
| La Tour/Le Pâquier   | 7 - 0     | Le Locle-Sports      |
| Stade Lausanne-Ouchy | 3 - 1     | Romontois            |
| Belfaux              | 0 - 3     | Montreux-Sports      |
| Bavois               | 3 - 2     | Portalban/Gletterens |
| Lerchenfeld          | 1 - 2     | Linth 04             |
| Sursee               | 2 - 0     | Amriswil             |
| Kreuzlingen          | 5 - 2     | Sciaffusa            |
| Bülach               | 1 - 6     | Muri                 |
| Porrentruy           | 5 - 0     | Bex                  |
| Monthey              | 2 - 1     | Geneva               |
| Härkingen            | 1 - 2     | Zurigo-Affoltern     |
| Colombier            | 0 - 1     | Perly-Certoux        |
| Diepoldsau-Schmit.   | 1 - 2     | Langenthal           |
| Goldau               | 3 - 1     | Töss                 |
| Moutier              | 7 - 5     | Alle                 |

#### Secondo turno
| Squadra 1          | Risultato | Squadra 2               |
| ------------------ | --------- | ----------------------- |
| Sementina          | 6 - 2     | Malcantone Agno         |
| Zurigo-Affoltern   | 3 - 6     | Höngg                   |
| Herisau            | 1 - 0     | Emmenbrücke             |
| Dürrenast          | 1 - 2     | Black Stars Basilea     |
| Berna              | 1 - 2     | Thalwil                 |
| Arbon              | 3 - 7     | Ibach                   |
| La Tour/Le Pâquier | 2 - 3     | Stade Lausanne-Ouchy    |
| Bavois             | 4 - 0     | Sierre                  |
| Bazenheid          | 0 - 2     | Freienbach              |
| Bulle              | 0 - 2     | Perly-Certoux           |
| Kreuzlingen        | 4 - 5     | Seefeld Zurigo          |
| Goldau             | 3 - 4     | Liestal                 |
| Lyss               | 3 - 2     | Kickers Lucerna         |
| Sursee             | 2 - 0     | Red Star Zurigo         |
| Montreux-Sports    | 2 - 1     | Monthey                 |
| Muri               | 0 - 1     | Langenthal              |
| Kosova Zurigo      | 3 - 1     | Linth 04                |
| Serrières          | 4 - 1     | Signal Bernex-Confignon |
| Moutier            | 2 - 1     | Porrentruy              |

#### Terzo turno
| Squadra 1            | Risultato | Squadra 2       |
| -------------------- | --------- | --------------- |
| Höngg                | 2 - 5     | Langenthal      |
| Black Stars Basilea  | 4 - 1     | Sursee          |
| Thalwil              | 0 - 2     | Seefeld Zurigo  |
| Ibach                | 2 - 1     | Kosova Zurigo   |
| Freienbach           | 5 - 0     | Herisau         |
| Lyss                 | 2 - 3     | Liestal         |
| Serrières            | 5 - 6     | Montreux-Sports |
| Losone Sportiva      | 6 - 0     | Sementina       |
| Stade Lausanne-Ouchy | 1 - 2     | Bavois          |
| Perly-Certoux        | 5 - 3     | Moutier         |

## Partecipanti alla Coppa Svizzera
| Basilea         |
| Bellinzona      |
| Grasshoppers    |
| Lucerna         |
| Neuchâtel Xamax |
| San Gallo       |
| Sion            |
| Thun            |
| Young Boys      |
| Zurigo          |

| Aarau          |
| Bienne         |
| Chiasso        |
| Delémont       |
| Kriens         |
| Locarno        |
| Losanna        |
| Lugano         |
| Stade Nyonnais |
| Sciaffusa      |
| Servette       |
| Wil            |
| Winterthur     |
| Wohlen         |
| Yverdon        |

| Baulmes          |
| Brühl            |
| Buochs           |
| Cham             |
| Chênois          |
| Grand-Lancy      |
| Grenchen         |
| Malley           |
| Meyrin           |
| Le Mont          |
| Mendrisio-Stabio |
| Schötz           |
| Tuggen           |

| FC Bavois              |
| Black Stars Basel      |
| FC Courtételle         |
| FC Eschenbach          |
| FC Freienbach          |
| FC Gumefens/Sorens     |
| FC Ibach               |
| FC Langenthal          |
| FC Liestal             |
| Losone Sportiva        |
| FC Montreux-Sports     |
| FC Perly-Certoux       |
| FC Seefeld Zürich      |
| FC Spiez               |
| AC Taverne             |
| FC Wettswil-Bonstetten |

| FC Béroche-Gorgier |
| SC Binningen       |
| FC Champvent       |
| FC Collex-Bossy    |
| US Collombey-Muraz |
| FC Entfelden       |
| FC Flawil          |
| FC Subingen        |

| Racing Club Zürich |
| FC Uznach          |

## Trentaduesimi di finale
| Squadra 1           | Risultato | Squadra 2       |
| ------------------- | --------- | --------------- |
| 17-19-20-22.09.2010 |           |                 |
| Montlingen          | 0 - 4     | Lugano          |
| Regensdorf          | 1 - 3     | Rapperswil-Jona |
| Töss                | 3 - 0     | Chur            |
| La Tour/Le Pâquier  | 1 - 3     | Étoile Carouge  |
| Laufen              | 2 - 3     | Wohlen          |
| Muotathal           | 3 - 1     | Dottikon        |
| Wängi               | 1 - 3     | Locarno         |
| Frauenfeld          | 0 - 8     | Winterthur      |
| Linth 04            | 2 - 1     | Gossau          |
| Chiasso             | 0 - 3     | Grasshoppers    |
| Losone Sportiva     | 1 - 4     | Bellinzona      |
| Cham                | 0 - 3     | Basilea         |
| Echichens           | 0 - 6     | Le Mont         |
| Vernier             | 0 - 7     | Stade Nyonnais  |
| Farvagny/Ogoz       | 0 - 3     | Yverdon         |
| Giubiasco           | 1 - 3     | San Gallo       |

| Squadra 1           | Risultato      | Squadra 2       |
| ------------------- | -------------- | --------------- |
| 18 settembre 2010   |                |                 |
| Chênois             | 1 - 3          | Chiasso         |
| Racing Club Zurigo  | 1 - 7          | Yverdon         |
| Black Stars Basilea | 5 - 0          | Brühl           |
| Seefeld Zurigo      | 1 - 3          | Bellinzona      |
| Wettswil-Bonstetten | 0 - 2          | Servette        |
| Binningen           | 0 - 2          | Baulmes         |
| Spiez               | 0 - 7          | Young Boys      |
| Uznach              | 1 - 3          | Neuchâtel Xamax |
| Bavois              | 1 - 3          | Aarau           |
| Buochs              | 2 - 1 (d.t.s.) | Delémont        |
| Collex-Bossy        | 5 - 1          | Champvent       |
| Flawil              | 1 - 5 (d.t.s.) | San Gallo       |
| Malley              | 3 - 2 (d.t.s.) | Grand-Lancy     |
| Schötz              | 0 - 6          | Zurigo          |
| Collombey-Muraz     | 4 - 0          | Courtételle     |
| Eschenbach          | 1 - 3 (d.t.s.) | Wohlen          |
| Liestal             | 2 - 5          | Sciaffusa       |
| Losone Sportiva     | 0 - 3          | Bienne          |
| Meyrin              | 1 - 3          | Locarno         |
| Montreux-Sports     | 1 - 2          | Grenchen        |
| Subingen            | 0 - 1          | Gumefens/Sorens |
| Taverne             | 0 - 4          | Sion            |
| Le Mont             | 1 - 5          | Kriens          |
| 19 settembre 2010   |                |                 |
| Ibach               | 0 - 2          | Lugano          |
| FC Béroche          | 0 - 9          | Grasshoppers    |
| Cham                | 0 - 4          | Thun            |
| FC Entfelden        | 0 - 3          | Lucerna         |
| Freienbach          | 2 - 3 (d.t.s.) | Winterthur      |
| Tuggen              | 2 - 1          | Wil             |
| Mendrisio-Stabio    | 0 - 5          | Basilea         |
| Perly-Certoux       | 0 - 1          | Stade Nyonnais  |
| 22 settembre 2010   |                |                 |
| Langenthal          | 2 - 5          | Losanna         |

## Sedicesimi di finale
| Squadra 1           | Risultato          | Squadra 2       |
| ------------------- | ------------------ | --------------- |
| 15 ottobre 2010     |                    |                 |
| Yverdon             | 0 - 2              | Basilea         |
| 16 ottobre 2010     |                    |                 |
| Black Stars Basilea | 0 - 3              | Lugano          |
| Buochs              | 0 - 3              | Thun            |
| Tuggen              | 4 - 0              | Grenchen        |
| Collombey-Muraz     | 2 - 5              | Young Boys      |
| Collex-Bossy        | 0 - 5              | Sion            |
| Wohlen              | 5 - 1              | Winterthur      |
| Losanna             | 0 - 2              | Bellinzona      |
| Chiasso             | 0 - 0 (3-4 d.c.r.) | Neuchâtel Xamax |
| Malley              | 0 - 3              | Bienne          |
| 17 ottobre 2010     |                    |                 |
| Baulmes             | 2 - 5              | Servette        |
| Gumefens/Sorens     | 0 - 12             | Grasshoppers    |
| Locarno             | 0 - 3              | Zurigo          |
| Stade Nyonnais      | 1 - 2              | Lucerna         |
| Sciaffusa           | 2 - 6              | San Gallo       |
| Aarau               | 2 - 3              | Kriens          |

## Ottavi di finale
| Squadra 1        | Risultato          | Squadra 2    |
| ---------------- | ------------------ | ------------ |
| 20 novembre 2010 |                    |              |
| Tuggen           | 0 - 4              | Zurigo       |
| Servette         | 1 - 1 (3-4 d.c.r.) | Basilea      |
| San Gallo        | 0 - 1              | Thun         |
| 21 novembre 2010 |                    |              |
| Lugano           | 2 - 3 (d.t.s.)     | Sion         |
| Bienne           | 2 - 2 (5-3 d.c.r.) | Lucerna      |
| Kriens           | 1 - 2              | Young Boys   |
| Neuchâtel Xamax  | 1 - 0              | Bellinzona   |
| Wohlen           | 1 - 2              | Grasshoppers |

## Quarti di finale
| Squadra 1    | Risultato          | Squadra 2       |
| ------------ | ------------------ | --------------- |
| Grasshoppers | 1 - 2              | Sion            |
| Thun         | 1 - 1 (0-3 d.c.r.) | Neuchâtel Xamax |
| Young Boys   | 3 - 4 (d.t.s.)     | Zurigo          |
| Bienne       | 3 - 1              | Basilea         |

| 2 marzo 2011 | Grasshoppers | 1 – 2 | Sion |  |

| 2 marzo 2011                                 | Thun                 | 1 – 1 (d.t.s.) | Neuchâtel Xamax |  |
| \| \| \| \| \| \| Tiri di rigore 0 – 3 \| \| |                      |                |                 |  |
|                                              |                      |                |                 |  |
|                                              | Tiri di rigore 0 – 3 |                |                 |  |

| 2 marzo 2011 | Young Boys | 3 – 4 (d.t.s.) | Zurigo |  |

| 3 marzo 2011 | Bienne | 3 – 1 | Basilea |  |

## Semifinali
| Squadra 1 | Risultato          | Squadra 2       |
| --------- | ------------------ | --------------- |
| Zurigo    | 1 - 1 (6-7 d.c.r.) | Neuchâtel Xamax |
| Sion      | 2 - 1              | Bienne          |

| 25 aprile 2011                               | Zurigo               | 1 – 1 (d.t.s.) | Neuchâtel Xamax |  |
| \| \| \| \| \| \| Tiri di rigore 6 – 7 \| \| |                      |                |                 |  |
|                                              |                      |                |                 |  |
|                                              | Tiri di rigore 6 – 7 |                |                 |  |

| 28 aprile 2011 | Sion | 2 – 1 | Bienne |  |

## Finale
| Squadra 1       | Risultato | Squadra 2 |
| --------------- | --------- | --------- |
| Neuchâtel Xamax | 0 - 2     | Sion      |

| Arbitro: | Laperrière |

| |            | |
| | Marcatori  | Sio 2’ Vanczák 6’ |
| Bédénik Besle Facchinetti Page Binya Gelabert (62' Ismaeel) Mveng Niasse Nuzzolo Wüthrich (46' Tréand) Goua Gohou (46' Dias) | Formazioni | Vaņins Bühler (67' Elmer) Dingsdag Adailton Vanczák Crettenand Die Obradović (87' Ferrugem) Sio Zambrella Prijovic (52' Domínguez) |
| Challandes | Allenatori | Roussey |